# Boston Store (Erie, Pennsylvania)
De Boston Store is een voormalig warenhuis op State Street 716-728 in het centrum van Erie, Pennsylvania. De winkel werd opgericht in 1885 en het gebouw werd gebouwd in 1929. Op het hoogtepunt werden er, naast de winkel in het stadscentrum, nog twee andere Boston Stores geopend. De Boston Store sloot zijn deuren in 1979.

## Geschiedenis
De Boston Store werd in 1885 opgericht toen Elisha H. Mack de failliete Erie Dry Goods Store kocht. Mack hernoemde de winkel naar Boston, Massachusetts, destijds het "waargenomen...centrum van mode en cultuur." De winkel werd in 1886 verplaatst van zijn oorspronkelijke locatie aan Peach Street naar het 700-blok van State Street. Tussen 1886 en 1930 breidde de Boston Store zich uit en kocht meer panden in het blok. Eind jaren 1920 was de winkel erin geslaagd om een frontlijn te verwerven aan alle vier de omliggende straten: Peach Street, State Street, 7th Street en 8th Street. Mack ging in 1925 met pensioen, kort nadat zijn langdurige zakenpartner was overleden.
In 1929 werd een nieuwe Boston Store ontworpen door het architectenbureau Shutts & Morrison uit Erie. De nieuwe winkel werd in 1931 voltooid en de kosten werden geschat op $ 2 miljoen. Van 1949 tot 1953 werden de renovaties en uitbreidingen van de Boston Store uitgevoerd door het plaatselijke architectenbureau Myers & Krider. Het drie verdiepingen tellende gedeelte van de Boston Store aan Peach Street werd in 1949 verhoogd naar zes verdiepingen; het drie verdiepingen tellende gebouw aan de 8th Street werd het jaar daarop gesloopt en vervangen door een gebouw met vijf verdiepingen. In 1953 werden op de eerste tot en met vijfde verdieping roltrappen geïnstalleerd.
De Boston Store werd in 1959 gekocht door Associated Dry Goods. Het beheer van de Boston Store werd in december 1975 overgenomen door het warenhuis Horne's uit Pittsburgh. Vanwege het verlies aan omzet door de concurrentie van het Millcreek Mall in het nabijgelegen Millcreek Township, werd de Boston Store op 7 juli 1979 gesloten.

## Vlaggenschipwinkel
Het gebouw van de Boston Store ligt tussen 7th Street en 8th Street op State Street in het centrum van Erie. Het zes verdiepingen hoge, lichtbruine bakstenen gebouw is overwegend kubusvormig met een voorgevel van 44 m langs State Street. De voorgevel is door bakstenen pijlers in acht traveeën verdeeld; de inhammen worden verder onderverdeeld door secundaire pijlers.  De bovenkant van het gebouw is afgedekt met een borstwering, met pijlers die erbovenuit steken en afgedekt zijn met een stenen dekplaat . In de borstweringen van elke travee zijn verticale panelen met blauwe en bruine terracotta verwerkt. De erker met de hoofdingang is niet in het midden geplaatst en breder dan de andere; in plaats van een borstwering is deze afgedekt met een balkon-achtige structuur ingelegd met terracotta. 
Het "kenmerkende uiterlijke kenmerk van de Boston Store" is de vierzijdige, 10 m hoge klokkentoren boven de hoofdingang. Deze wordt ondersteund door vier lagen steunberen, die elk in omvang afnemen en afgedekt zijn met afgeschuinde kalksteen. Het ontwerp van de klokkentoren ‘herinnert zich religieuze, burgerlijke en collegiale thema’s en werd direct een herkenningspunt in de skyline van Erie.’ Elk van de vier wijzerplaten is 4 m in diameter en hebben "zwarte metalen Romeinse cijfers op een achtergrond van witte doorschijnende glazen panelen". Terracotta cirkels zijn ingelegd over de top van de toren en "boven de laatste trede van de steunberen". Het onderste gedeelte van de toren herbergt de klok achter een geometrisch maaswerk. 

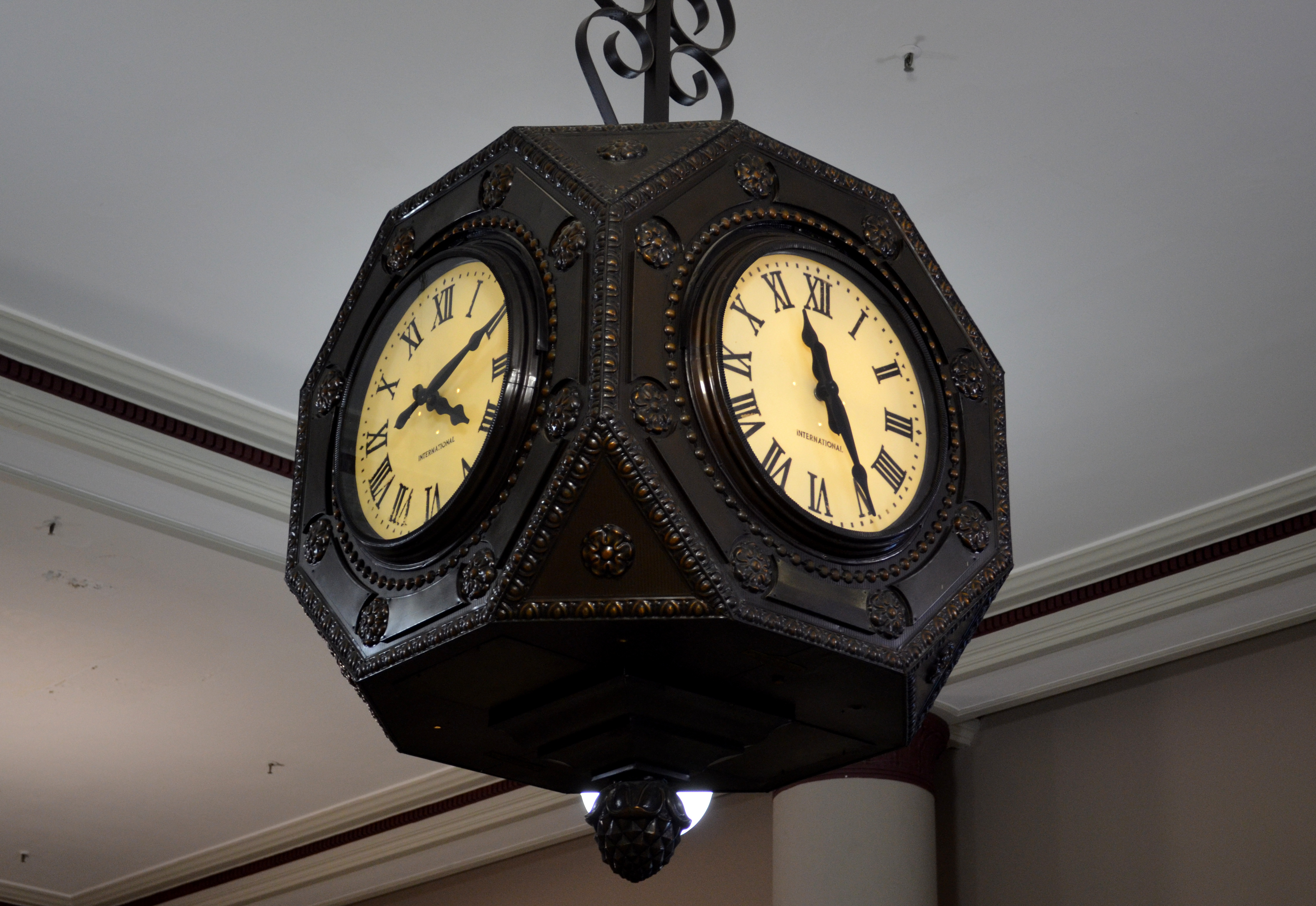
Klok in de Boston Store

Een gang die van de ingangen van State Street naar Peach Street loopt, doorsnijdt de Boston Store. In de gang hangt een kubusvormige, vierzijdige klok, gemaakt door International Business Machines.
De letters op de luifels geven aan dat het gebouw BOSTON STORE en ERIE DRY GOODS CO. Begin 2011 werden de borden voor een korte tijd vervangen door borden van het University of Pittsburgh Medical Center, voordat het publieke sentiment hen dwong om de borden weer terug te plaatsen. Door uitbreidingen aan het gebouw ontstonden ingangen aan Peach Street en de 8th Street. De winkel had wel een bijgebouw met een ingang aan de 7th Street, maar dat is inmiddels gesloopt.
De Boston Store werd op 1 oktober 2019 opgenomen in het Nationaal Register van Historische Plaatsen.